# Michael Jan de Goeje

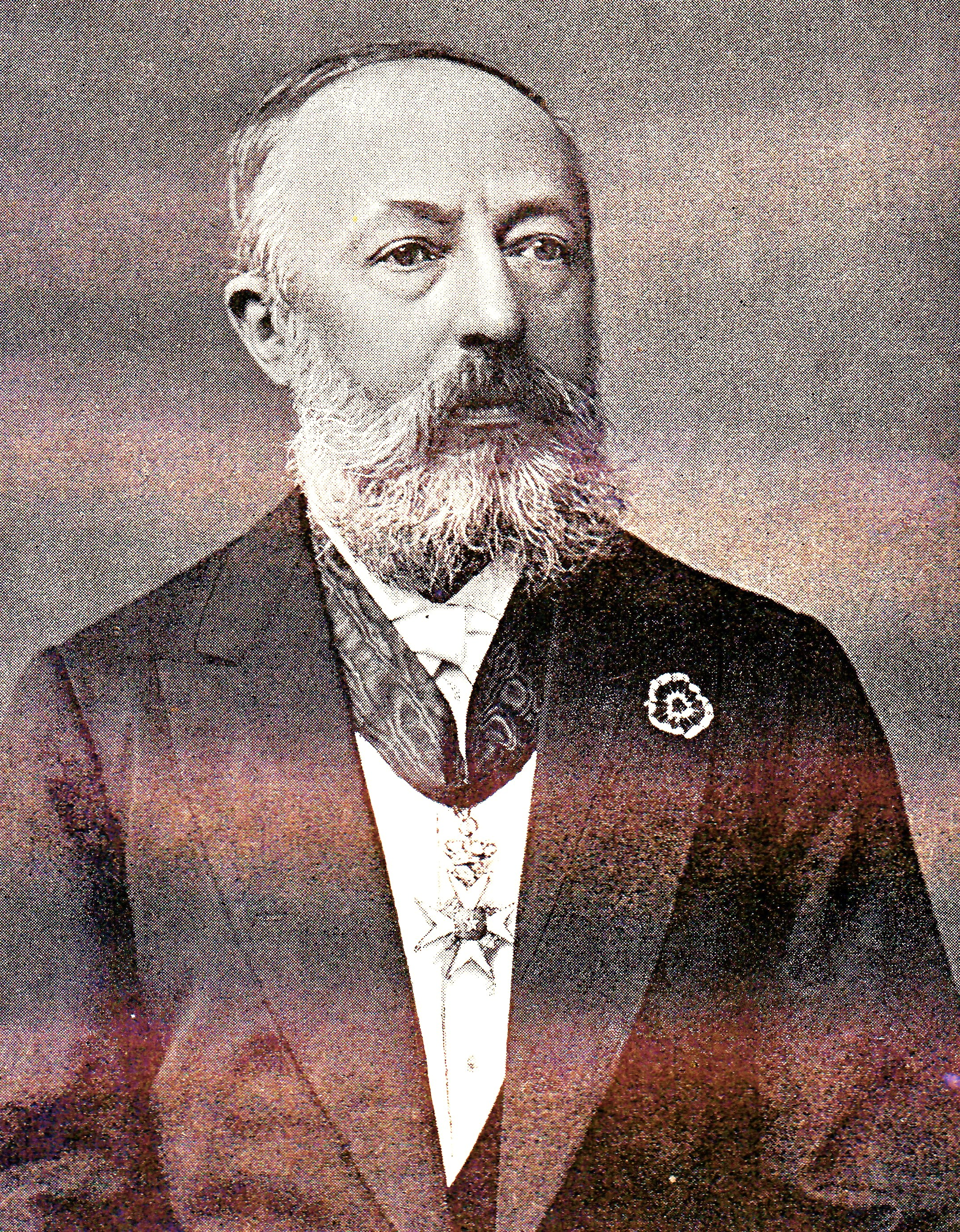
Michael Jan de Goeje.

Michael Jan De Goeje, född den 13 augusti 1836 i Dronrijp, Friesland, död den 16 april 1909 i Leiden, var en holländsk orientalist.
de Goejes studerade 1854–1860 vid universitetet i Leiden, erhöll sedermera anställning vid biblioteket där och blev 1866 extra ordinarie och 1869 ordinarie professor vid Leidens universitet. Han var utan gensägelse en av sin tids allra förnämsta auktoriteter på den arabiska filologins område. 
Bland de Goejes många editioner av arabiska författare, vilka med rätta anses som mönster av noggrannhet och lärdom, märks Edrîsî, Description de l'Afrique et de l'Espagne (tillsammans med Reinhart Dozy, 1866), Beládsorí. Liber expugnationis regionum (samma år), Abu-'l-Walid Moslim ibno-'l-Walíd, Diwan (1875), Bibliotheca geographorum arabicorum (8 band, 1870–1894) och Ibn Qotaiba. Liber poesis et poetarum (1904). 
Tillsammans med flera andra orientalister utgav han vidare Tabari, Annales (15 band, 1879–1901), innehållande islams historia från äldsta tider till år 915. Dessutom medverkade han vid utgivandet av Catalogus codicum orientalium Bibliothecæ academiæ Lugduno Batavæ (1851–1877; 2:a upplagan påbörjad 1888). Härtill kommer ett stort antal värdefulla bidrag till kännedomen om Orientens språk, historia och geografi med mera, publicerade i tidskrifter och lärda sällskaps handlingar.